# Péter Boronkay
Péter Boronkay, né le 26 juin 1981 à Kecskemét en Hongrie est un triathlète handisport, quadruple champion d'Europe de paratriathlon TR4 (2008, 2009, 2010, 2011) et double champion du monde de paratriathlon TR4 (2009, 2010).

## Palmarès
Le tableau présente les résultats les plus significatifs (podium) obtenus sur le circuit national et international de paratriathlon depuis 2008,.
| Année | Compétition                                  | Pays      | Position          | Temps           |
| ----- | -------------------------------------------- | --------- | ----------------- | --------------- |
| 2016  | Championnats de Hongrie de paratriathlon TP4 | Hongrie   | Médaille d'or     | 1 h 10 min 20 s |
| 2015  | Championnats de Hongrie de paratriathlon TP4 | Hongrie   | Médaille d'or     | 1 h 16 min 24 s |
| 2014  | Championnats de Hongrie de paratriathlon TP4 | Hongrie   | Médaille d'or     | 1 h 2 min 13 s  |
| 2012  | Championnats d'Europe de paratriathlon TR4   | Israël    | Médaille d'argent | 1 h 3 min 25 s  |
| 2011  | Championnats d'Europe de paratriathlon TR4   | Espagne   | Médaille d'or     | 1 h 15 min 25 s |
| 2010  | Championnats d'Europe de paratriathlon TR4   | Irlande   | Médaille d'or     | 1 h 12 min 16 s |
| 2010  | Championnats du monde de paratriathlon TR4   | Hongrie   | Médaille d'or     | 1 h 6 min 9 s   |
| 2009  | Championnats d'Europe de paratriathlon TR4   | Pays-Bas  | Médaille d'or     | 2 h 10 min 0 s  |
| 2009  | Championnats du monde de paratriathlon TR4   | Australie | Médaille d'or     | 2 h 19 min 49 s |
| 2008  | Championnats d'Europe de paratriathlon PC4   | Portugal  | Médaille d'or     | 2 h 24 min 37 s |
| 2008  | Championnats du monde de paratriathlon TR4   | Canada    | Médaille d'argent | 2 h 12 min 57 s |